# Königspfalz

Zeichnerischer Rekonstruktionsversuch der Aachener Königspfalz, erbaut von Karl dem Großen ab 780 auf einem älteren fränkischen Königshof

Modell der Aachener Königspfalz

Unter einer Pfalz verstand man im Früh- und Hochmittelalter entstandene (Wohn-)Stützpunkte für den reisenden römisch-deutschen König, für die Stammesherzöge sowie die Bischöfe als Territorialherren ihrer Hochstifte, die dem König gegenüber in „Gastungspflicht“ standen. Als Königshof bezeichnet man hingegen einen kleineren Gutsbesitz, der zum Reichsgut gehörte und allenfalls als kurzzeitiger Aufenthaltsort für den König und sein Gefolge auf der Durchreise diente.

## Etymologie
Das schon im Mittelalter bestehende Wort pfalz stammt über mittelhochdeutsch pfalenze, „fürstliche Wohnung“, von althochdeutsch pfalanza aus volkslateinisch palantia von mittellateinisch palatia (Plural, die gesamten Bauten umspannend) von lateinisch palatium (mittellateinisch für „Palast“).
Der in lateinischen Urkunden häufig verwendete Begriff palatium wurde in später Kaiserzeit gleichbedeutend mit aula regia, königlicher Saal, verwendet in Anlehnung an den Palatin, einen der sieben Hügel Roms, auf dem in weiten Teilen der römischen Kaiserzeit der Augustus residierte (Domus Augustana).
Nicht nur etymologisch, sondern auch architektonisch trifft diese Herleitung zu. Vorbild für die aulae regiae (die Festsäle) der mittelalterlichen deutschen und französischen Pfalzen, etwa der Ingelheimer Kaiserpfalz Karls des Großen, war die seinerzeit noch vollständig im Original erhaltene Konstantinbasilika in Trier, begonnen unter Kaiser Konstantin in den Jahren 305–311, die ihrerseits dem römischen Kaiserpalast auf dem Palatin (Rom) folgte; dort sind in der Domus Flavia, dem im Jahr 92 n. Chr. fertiggestellten Palastbau von Kaiser Domitian, noch die Überreste seiner aula regia erhalten, die zum Zeitpunkt des Baues der Konstantinbasilika noch in kaiserlichem Gebrauch stand.

## Beschreibung

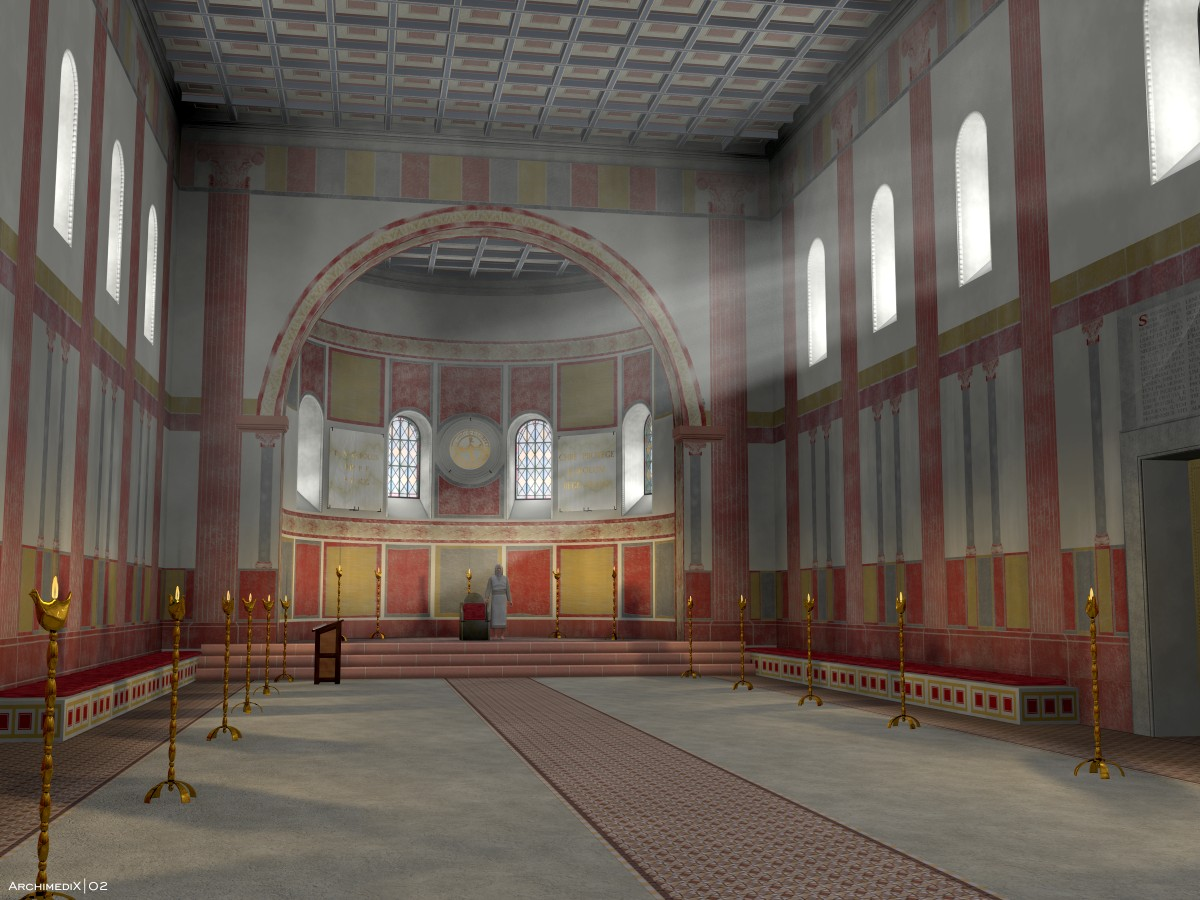
Digitale Rekonstruktion der Aula regia der Pfalz Ingelheim von Karl dem Großen (um 790)

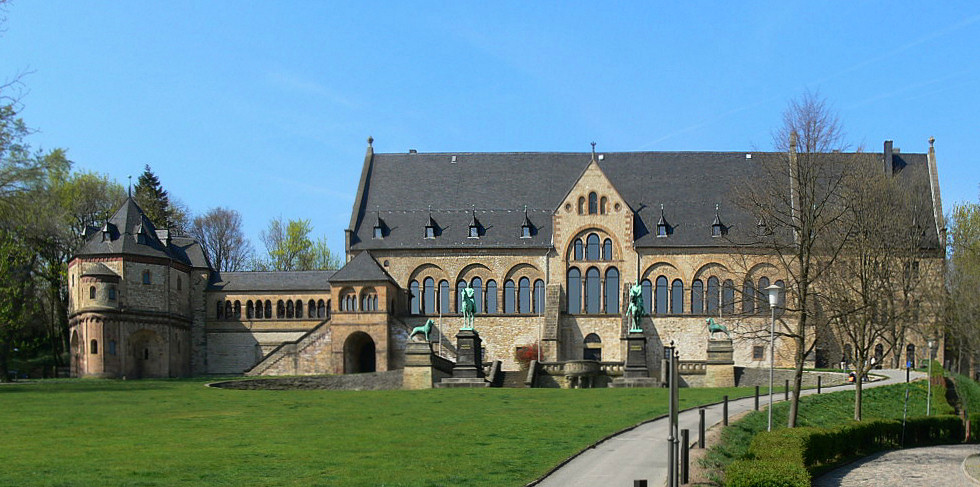
Kaiserpfalz Goslar, erbaut 1005–1055 unter Heinrich II. und Heinrich III.

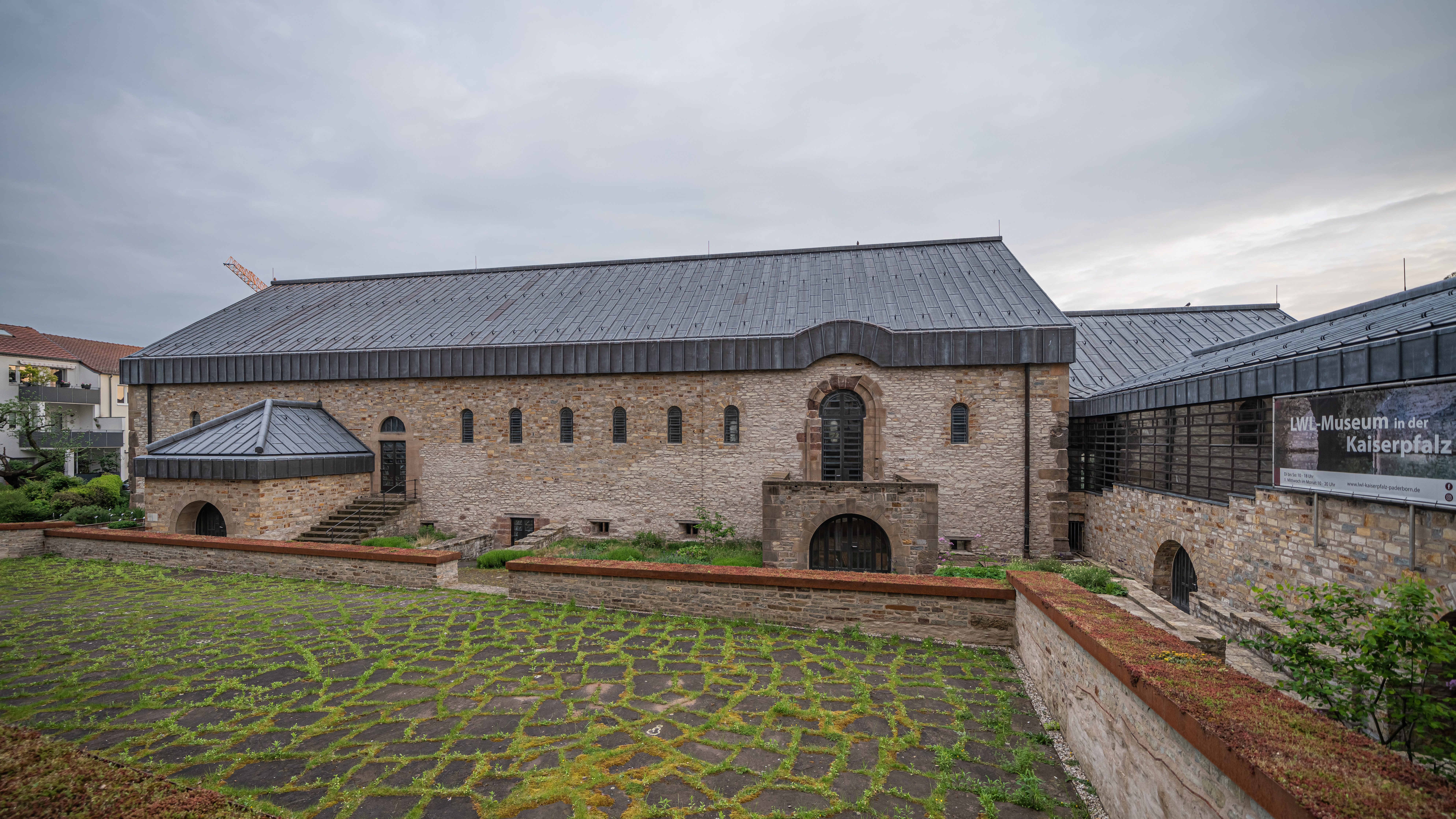
Rekonstruierter Palas der Pfalz von Heinrich II. in Paderborn (ab 1015), heute Museum in der Kaiserpfalz

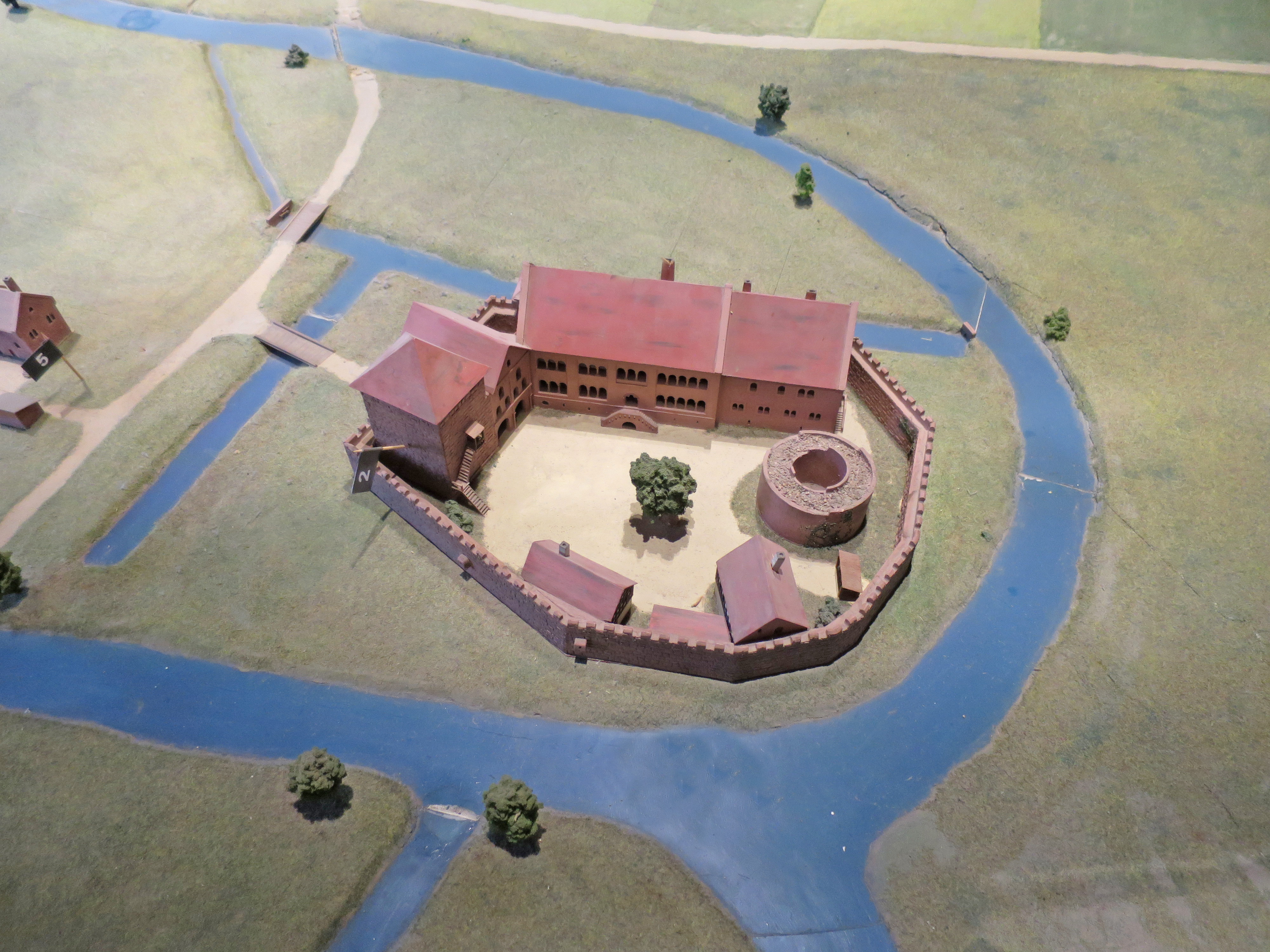
Modell der Kaiserpfalz Gelnhausen, erbaut für Kaiser Friedrich Barbarossa 1160 bis 1180

### Funktion
Die frühmittelalterlichen Könige, insbesondere des Fränkischen Reiches aus den Dynastien der Merowinger und Karolinger, regierten ihr Reich nicht von einer Hauptstadt oder einer Königsburg aus, sondern mussten möglichst „vor Ort“ sein und den persönlichen Kontakt zu ihren Vasallen in verschiedenen Teilen des Reiches halten (Reisekönigtum), insbesondere seit den riesigen Eroberungen Chlodwigs I. († 511). Diese Herrschaftsausübung wurde auch von den hochmittelalterlichen Königen des Heiligen Römischen Reichs weitergeführt. Herrschaft wurde über persönliche Beziehungen ausgeübt (Personenverbandsstaat), wozu es auch erforderlich war, persönlich den Kontakt mit den Beherrschten zu suchen. Persönliche Begegnungen der Großen des Reiches mit ihrem König, der hierzu große Hoftage in wechselnden Teilen des Reiches abhielt, bewirkten im Ergebnis, wozu heute Medienpräsenz, moderne Kommunikationsmittel, überregionale Konferenzen oder Parteitage dienen. Die Zusammensetzung des Hofstaats änderte sich dabei stets, je nachdem, durch welches Gebiet man zog und welche Adligen sich dem Hof mit ihrem Gefolge auf dieser Reise anschlossen oder sich auch wieder von ihm entfernten.
Ein Netz von Königshöfen legten sich die Merowinger an, die Könige der Franken seit dem 5. Jahrhundert. Deren Reiseresidenzen befanden sich hauptsächlich im Kerngebiet des Fränkischen Reichs, im heutigen Nordfrankreich und Südbelgien; oft entstanden in der Nähe auch Klöster. Ein solcher Königshof in Malay-le-Grand konnte in den 1990er Jahren ergraben werden. Dort hatten im 7. Jahrhundert diverse, urkundlich erwähnte Bischofs- und Gerichtskonzile stattgefunden. Es handelte sich um ein gemauertes rechteckiges Gebäude von fast 300 m² mit ein oder zwei Räumen von mehr als 200 m², das um das 10. Jahrhundert herum –  vermutlich bei Einfällen der Normannen – zerstört wurde. Bisweilen nutzten die Merowinger auch antike römische Gebäude, so etwa das Praetorium in Köln, den einstigen Sitz des Statthalters der Provinz Germania inferior, der um 780/790 zerstört wurde.
Auch ihre Nachfolger, die Karolinger, bewohnten diese – sowie neue – Höfe im Frankenreich, die sich allmählich zu Pfalzen vergrößerten. Pfalzen bestanden in erster Linie aus großen Gutshöfen, welche Verpflegung und Unterkunftsmöglichkeiten für den König und sein zahlreiches Gefolge, das oft Hunderte von Personen umfasste, sowie für zahlreiche, ebenfalls mit Gefolge angereiste Gäste und ihre Pferde boten. Aufgrund der unzureichenden Verkehrswege war es bis zum 13. Jahrhundert noch gar nicht möglich, neben der ortsansässigen Bevölkerung eine größere Gruppe von angereisten Menschen dauerhaft am selben Ort zu versorgen. Auch dies war ein Grund für die Reiseherrschaft. Anstatt die Lebensmittel zum Hof zu schicken, wanderte der Hof folglich zu den Lebensmitteln.
Da die Pfalzen im späteren Heiligen Römischen Reich vom Herrscher in seiner Eigenschaft als römisch-deutscher König gebaut und genutzt wurden, ist ihre historisch korrekte Bezeichnung Königspfalz. Die Bezeichnung Kaiserpfalz ist eine Benennung des 19. Jahrhunderts, die übersieht, dass der römisch-deutsche König erst nach einer Kaiserkrönung durch den Papst den Titel des römischen Kaisers führen durfte, was oft erst nach Jahren oder in vielen Fällen auch gar nicht geschah.
Im Nachhinein differenziert man zwischen Königspfalzen und Königshöfen; zeitgenössische Urkunden hingegen machen da keinen Unterschied. Spätestens seit Karl dem Großen hatten die Pfalzen einen beträchtlichen Umfang angenommen. Im Unterschied zu einer Pfalz, wo der König seine herrschaftlichen Aufgaben oft wochen- oder monatelang ausübte, war ein Königshof lediglich ein kleinerer Gutshof im Besitz des Königs, der nur gelegentlich als kurzzeitiger Aufenthaltsort für den König und sein Gefolge auf der Durchreise diente. Der Vorsteher eines Königshofes war Richter, Verwalter und Heerführer auf dem ihm zugewiesenen Gebiet. Auf Lateinisch hießen diese Königshöfe villa regia oder curtis regia. Bisweilen waren sie an der Stelle römischer Gutshöfe errichtet wie der Königshof Zizers; größere Pfalzen wurden manchmal an der Stelle römischer Kastelle errichtet (Pfalz Nimwegen, Pfalz Zürich).
Eine Pfalz bestand zumindest aus dem Palas, einer Pfalzkapelle und einem Gutshof. Die Könige und Kaiser nahmen dort Amtshandlungen vor, führten Gerichts- oder Vergleichsverhandlungen zwischen bedeutenden Reichsständen, stellten Urkunden aus, hielten ihre Hoftage ab, empfingen fremde Gesandtschaften oder Herrscher und feierten mit zahlreichen Gästen hohe kirchliche Feste. Daher gehörte ein großer, repräsentativer Versammlungssaal (eine aula regia nach antikem Vorbild) zur Ausstattung des Palas. Für die Begleiter und Gäste gab es Quartierbauten und Stallungen aus Holz oder Fachwerk im Umfeld der Pfalz, oder sie wurden bei Ortsansässigen untergebracht. Besonders wichtig waren jene Pfalzen, in denen die Könige den Winter verbrachten (Winterpfalzen), und die Festtagspfalzen, wobei das Osterfest das wichtigste Fest darstellte (Osterpfalzen wie Quedlinburg).
In Frankreich und England begannen ab dem 13. Jahrhundert königliche Residenzen sich zu Hauptstädten zu entwickeln, die rasch wuchsen und entsprechende Infrastruktur entwickelten: Das Palais de la Cité und der Palace of Westminster wurden zur jeweiligen Hauptresidenz, obwohl auch in diesen Ländern das Reisekönigtum bis in die Neuzeit fortdauerte. Im Heiligen Römischen Reich war eine Hauptstadtentwicklung nicht möglich, weil keine echte Erbmonarchie entstand, sondern die Tradition der Wahlmonarchie sich durchsetzte, mit Königen ganz unterschiedlicher regionaler Herkunft und daher mit verschiedenen Besitzschwerpunkten und oft geringer Macht in anderen Reichsteilen (siehe: Wahl und Krönung der römisch-deutschen Könige und Kaiser). Folglich reisten die Könige und Kaiser noch bis weit in die Neuzeit im Reich umher.

### Lage
Die Orte, wo Pfalzen oder Königshöfe angelegt wurden, hingen von mehreren Faktoren ab. Königshöfe dienten als Durchreisequartiere und wurden daher möglichst im Abstand von 25 bis 30 Kilometern angelegt, was einer damaligen Tagesreise des königlichen Trosses mit Pferden und Wagen entsprach. (Einzelne Reiter, etwa Postreiter, schafften hingegen weitaus größere Strecken, bei trockenen Böden bis zu 120 km/Tag.) Königshöfe waren in der Regel von Reichsgut umgeben, das ihre Versorgung sicherstellte und von ihnen aus verwaltet wurde, bisweilen auch vom Eigengut der jeweiligen Könige. Doch nicht auf allen Strecken konnten diese Abstände eingehalten werden. Es gab große Territorien, in denen kein Königsgut existierte. Es gab einsame Gegenden, in denen weder Klöster noch Städte anzusteuern waren. In diesen Fällen übernachteten die Kaiser und Könige sehr oft in Zeltlagern. Das Gleiche gilt natürlich für die vielen Feldzüge oder Belagerungen, an denen die Könige sich beteiligten.

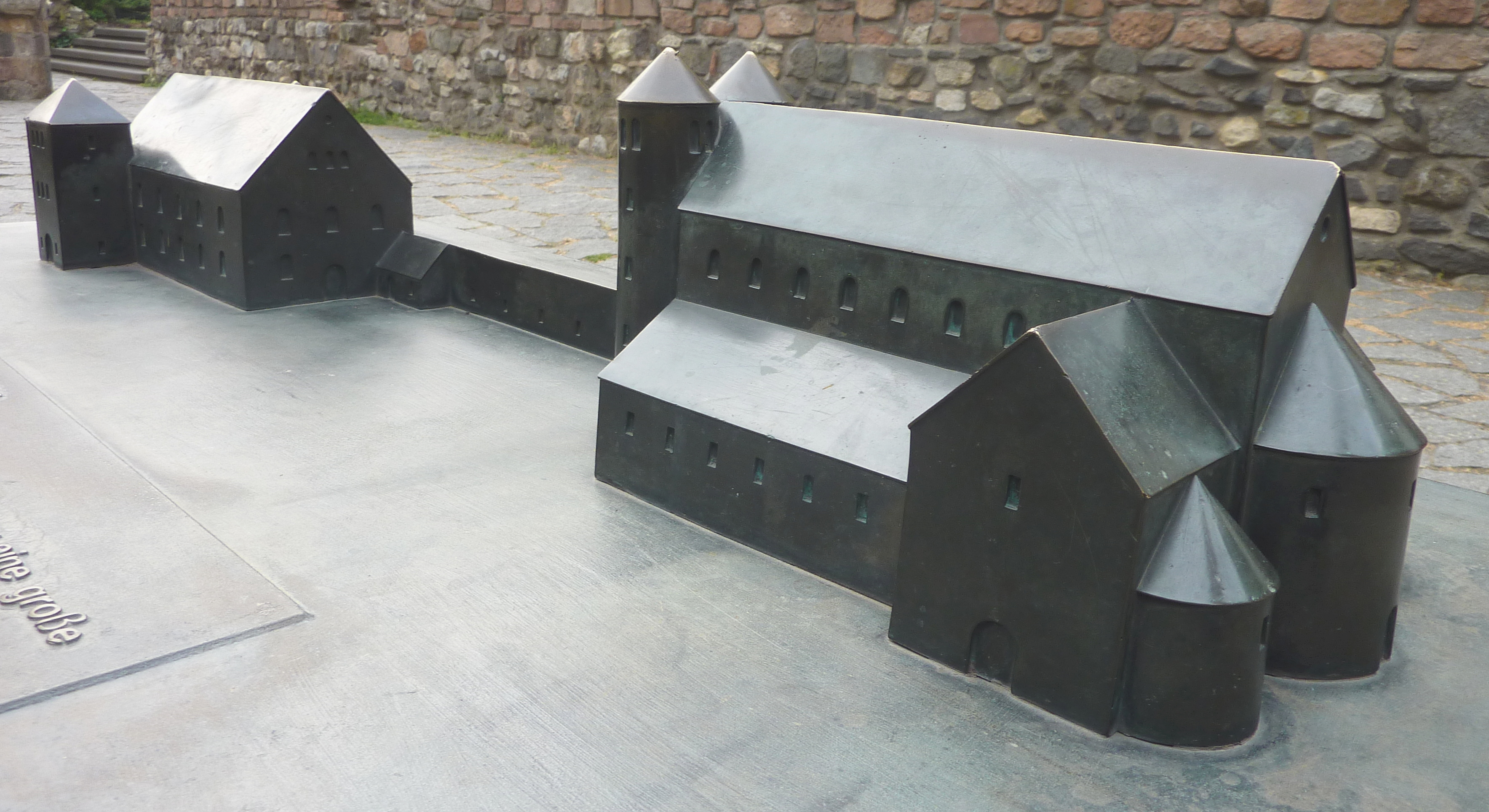
Modell der Königspfalz Frankfurt, erbaut ab 815 für Ludwig den Frommen anstelle eines Königshofs der Merowinger aus dem 7. Jahrhundert

Pfalzen hingegen lagen oft bei den noch verbliebenen städtischen Resten der Römerzeit, den ältesten Städten Deutschlands, die zugleich meist an schiffbaren Flüssen lagen, welche rasches und bequemes Reisen ermöglichten und auch die Versorgung erleichterten, hauptsächlich an Rhein, Main und Donau. An diesen Orten befanden sich oft alte Bischofssitze, was auch den Vorteil hatte, dass Bischöfe dem König meist treuer ergeben waren als die Reichsfürsten, welche ihre eigenen dynastischen Ziele verfolgten. Die Könige konnten also tendenziell auf die Unterstützung der Bischöfe zählen, deren Auswahl sie bis zum Investiturstreit auch selbst vornahmen. Die Bischofsresidenzen ähnelten übrigens architektonisch den Königspfalzen und dienten dem Reichsoberhaupt oft ebenfalls als Reisequartiere, ebenso wie die großen Reichsklöster. Schon im Frühmittelalter hatte es Abteien gegeben, die zusammen mit einer unmittelbar benachbarten Königspfalz eine „Klosterpfalz“ bildeten (etwa  die Abtei Notre-Dame de Laon). Im Spätmittelalter wurden aus den Bischofsstädten oft Freie und Reichsstädte, die ebenfalls Wert legten auf ein gutes Verhältnis zum König und ihn dementsprechend wohlwollend empfingen.
Sofern Pfalzen im nicht schiffbaren Inland lagen, boten sie oft andere Vorteile, insbesondere eine Lage an bedeutenden Handelswegen oder (wie die Pfalz Goslar am Rammelsberg) ertragreichen Bergbau. Die meisten Pfalzen ermöglichten auch die Jagd durch ihre Nähe zu Reichswäldern, die als Königsbesitz Bannforste waren. Die Aachener Königspfalz wiederum bot dem vom Rheuma geplagten Karl dem Großen die Annehmlichkeit heißer Quellen.
In der staufischen Epoche begannen auch bedeutende Reichsfürsten ihre Machtansprüche durch den Bau eigener Pfalzen zu demonstrieren. Wichtige Beispiele hierfür sind die Burg Dankwarderode Heinrichs des Löwen in Braunschweig und die Wartburg oberhalb Eisenachs. Beide Bauten folgen dem grundlegenden Aufbau staufischer Pfalzen und haben auch deren Ausmaße. Die Herzöge des Reiches errichteten sich Herzogshöfe, die sie ebenfalls bei Ausübung einer „Reiseherrschaft“ zeitweilig bewohnten, so etwa die Herzöge von Bayern den Herzogshof in Regensburg, die Burg Kelheim, die Burg Trausnitz in Landshut, den Alten Hof in München und ab 1214 das Heidelberger Schloss, das ihnen als Pfalzgrafen bei Rhein zugefallen war. Bisweilen wechselte der Besitz an den Pfalzen auch zwischen den deutschen Königen und lokalen Machthabern hin und her, wie bei der Pfalz Breisach am Rhein.

## Reisewege
Nach Caspar Ehlers wandelte sich die Itinerarplanung im Lauf des Mittelalters: „Abgesehen davon, dass es Kernlande der Königsherrschaft gab, die sich von Dynastie zu Dynastie, manchmal sogar von einem zum nächsten Herrscher aus demselben Hause verschieben konnten, änderten sich auch die Schauplätze der großen Versammlungen und kirchlichen Festfeiern. Waren die späten Karolinger bis hin zu Konrad I. zumeist im Westen unterwegs, so erhielt Sachsen den Status einer Kernlandschaft unter den Ottonen - was an deren Herkunft aus dieser Region lag. Die Salier versuchten hingegen, neben ihren rheinfränkischen Stammlanden (dem Gebiet um Speyer und Worms) auch den sächsischen Raum in ihr Reisekönigtum zu integrieren, was unter Heinrich III. in Goslar seinen bekanntesten Höhepunkt und unter Heinrich IV. mit den Sachsenaufständen im letzten Drittel des 11. Jahrhunderts sein spektakuläres Ende fand. Den Staufern schließlich gelang es zunächst, auch den Norden einzubeziehen, doch sind die Konflikte zwischen Barbarossa und Heinrich dem Löwen ein Indikator für weiterhin schwelende Probleme innerhalb des Reiches. Heinrich VI. und Friedrich II. schließlich waren nur noch sporadisch nördlich ihrer schwäbischen Stammlande anzutreffen; eine politische Schwerpunktverschiebung nach Süden bis nach Italien hatte ihr Itinerar entscheidend geprägt. In die staufische Zeit fiel auch die Entwicklung hin zur Hausmachtpolitik, die unter Rudolf von Habsburg, mit dessen Wahl 1272 das Interregnum zu Ende ging, ein entscheidender Faktor königlicher Politik wurde.“
Ein besonderes Reiseziel war regelmäßig die Krönung der römisch-deutschen Könige und Kaiser, wobei die Königskrönungen im Mittelalter meist im Aachener Dom stattfanden (bis auf vier Krönungen in Mainz, Köln und Bonn fanden bis 1531 alle Inthronisierungen der römisch-deutschen Könige in Aachen statt), die Kaiserkrönungen durch die Päpste hingegen lange Zeit im Alten Petersdom in Rom, wohin die Italienzüge führten, bis die Päpste gegen Ende der Stauferzeit nach Avignon umzogen und damit in den Machtbereich der französischen Könige gerieten. Seit dem 16. Jahrhundert fanden die Krönungen dann meist im Frankfurter Dom statt.

## Ende der Pfalzen
Mitte des 13. Jahrhunderts, nach dem Untergang der Staufer, verfiel die Königsmacht vorübergehend im Interregnum. Ein schwacher König nach dem anderen wurde gewählt, doch keiner vermochte die Herrschergewalt auszuüben. Fürsten und Bischöfe versuchten, ihre Territorien zu vergrößern. Sie unterdrückten mindermächtige Adlige, bekämpften das städtische Bürgertum, rissen widerrechtlich Reichslehen an sich, führten Zölle, neue Steuern und sogar königliche Regalien ein. Fehdewesen, Faustrecht und Raubrittertum eskalierten. In dieser Situation boten die kaum befestigten Pfalzen oder Königshöfe auch den römisch-deutschen Königen nicht mehr genügend Sicherheit. Die meisten wurden aufgegeben, umgenutzt durch Städte oder lokale Fürsten, verschwanden unter neuer Bebauung oder verfielen.

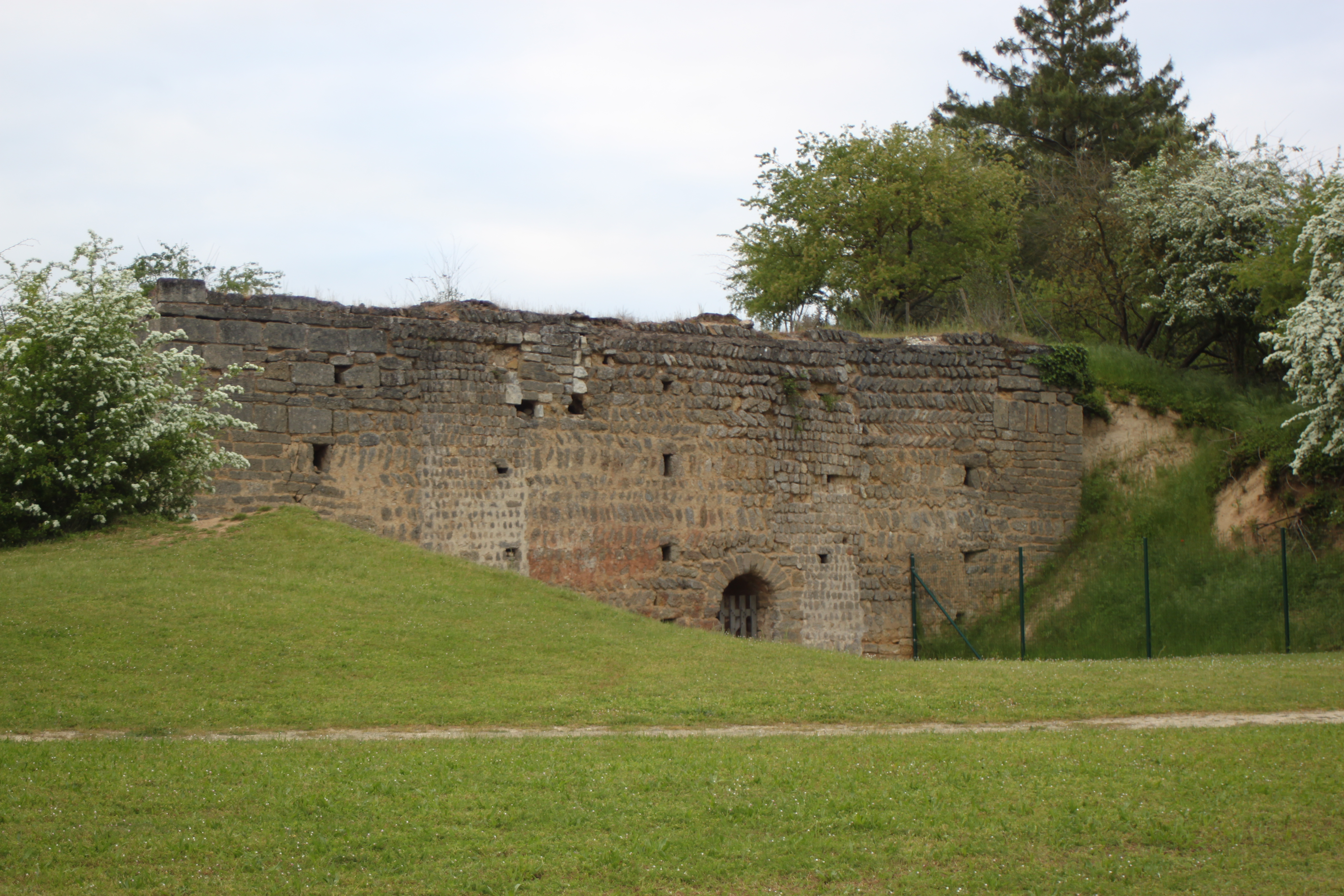
Ruine der karolingischen Pfalz Doué-la-Fontaine

Wie die meisten aufgegebenen Bauwerke wurden auch viele Pfalzen als Steinbrüche genutzt, da Bausteine (Feldsteine oder Feldbrandziegel) stets begehrt und teuer waren. Anstelle der Pfalzen entstanden die stark befestigten Reichsburgen, die – anders als die meist in Ortschaften, Niederungen, Tälern oder an Flussufern gelegenen Pfalzen – oft Höhenburgen waren. Die stärkere Befestigung von Pfalzen hatte jedoch bereits in der Stauferzeit begonnen, wie etwa die 3D-Rekonstruktion der von Barbarossa gestalteten burgartigen Kaiserpfalz Hagenau zeigt.
Ein besonderes Schicksal erfuhr die im 10. und 11. Jahrhundert errichtete Pfalz der westfränkischen, karolingischen Könige in Doué-la-Fontaine bei Angers. Der Sockel des ursprünglich höheren Baues wurde im späteren Mittelalter „eingemottet“, d. h. durch Anschüttung von Erde in eine künstliche Turmhügelburg (eine sogenannte Motte) verwandelt, wobei mit dem Mauerwerk auch das ursprüngliche, ebenerdige Tor verschwand. Durch teilweise Abtragung des Mottenhügels ist es inzwischen wieder sichtbar. Auf diese Weise sind aber die eingegrabenen Teile des Bauwerks erhalten geblieben.
Die römisch-deutschen Kaiser reisten jedoch auch in der Neuzeit. Ab 1273 wurden mehrmals und ab 1438 in fast durchgehender Folge Habsburger zu deutschen Königen und Kaisern gewählt. Neben den eigenen Residenzen in ihren Erblanden hielten sie sich an verschiedenen Orten im Reich auf, besuchten Reichsburgen wie die Nürnberger Burg und hielten sich gern in königstreuen freien Reichsstädten auf, welche die alten Reichsabteien längst an Wohlstand überflügelt hatten. Sie besuchten auch gern die geistlichen Reichsfürsten, die ihnen ebenfalls meist treu ergeben waren und die für solche Besuche prachtvolle Kaisersäle einrichteten. König Ferdinand I. verlegte in der Mitte des 16. Jahrhunderts seine Hauptresidenz in die Wiener Hofburg. Auch Wien wurde jedoch niemals offizielle Hauptstadt des Reiches. Die Könige bzw. Kaiser reisten weiterhin zu ihren Krönungen nach Aachen oder Frankfurt, zu den Reichstagen sowie zu anderen Anlässen. Der Immerwährende Reichstag war von 1663 bis 1806 in Regensburg ansässig. Rudolf II. residierte in Prag, der Wittelsbacher Karl VII. in München.

## Liste deutscher Königspfalzen und Königshöfe
Es handelt sich hier teils um Königspfalzen, teils um Königshöfe und teils um „gastungspflichtige“ Bischofs- oder Herzogshöfe. Ihr Status änderte sich auch meist im Lauf der Zeit.
- Aachen
- Adelberg
- Aibling
- Albisheim
- Allstedt
- Altdorf bei Nürnberg
- Altenburg
- Altötting
- Alzey
- Amorbach
- Andernach
- Ansbach
- Arneburg
- Arnstadt
- Aufhausen
- Augsburg
- Baden-Baden
- Balgstädt
- Bamberg
- Bardowick
- Batzenhofen
- Belgern
- Beratzhausen
- Berstadt
- Biebrich
- Bierstadt
- Bingen am Rhein
- Böckelheim
- Bodfeld
- Bodman
- Bonn
- Boppard
- Boyneburg
- Brandenburg an der Havel
- Braunschweig
- Breisach
- Breitenbach
- Breitingen
- Bremen
- Broich (Mülheim an der Ruhr)
- Bruchsal
- Brüggen
- Bürgel
- Bürstadt
- Buxtehude
- Calbe
- Cham
- Cochem
- Corvey
- Dahlen
- Dahlum
- Derenburg
- Dollendorf
- Donaueschingen
- Donaustauf
- Donauwörth
- Dornburg
- Dortmund
- Duisburg
- Düren
- Durlach
- Ebersberg
- Ebrach
- Ebsdorf
- Eckartsberga
- Eichstätt
- Eisenberg
- Eisfeld
- Eisleben
- Elten
- Eresburg
- Erfurt
- Ermschwerd
- Erwitte
- Eschwege
- Essen
- Esslingen am Neckar
- Ettenstatt
- Etterzhausen
- Eußerthal
- Farnstädt
- Flamersheim
- Forchheim
- Frankfurt am Main
- Frauenwörth
- Freiburg im Breisgau
- Freising
- Fritzlar
- Frohse an der Elbe
- Fulda
- Fürth
- Gandersheim
- Gebesee
- Gehren
- Geldersheim
- Gelnhausen
- Germersheim
- Gernrode
- Gernsheim
- Gerstungen
- Giebichenstein
- Gieboldehausen
- Giengen
- Göppingen
- Goslar
- Gottern
- Grebenau
- Grona
- Großseelheim
- Günzburg
- Gustedt
- Hahnbach an der Vils
- Haina
- Halberstadt
- Halle
- Hammerstein
- Harsefeld
- Harzburg
- Haselbach
- Hasselfelde
- Haßloch
- Havelberg
- Heidingsfeld
- Heilbronn
- Heiligenberg
- Heiligenstadt
- Heimsheim
- Helfta
- Helmstedt
- Hemau
- Herbrechtingen
- Herford
- Herrenbreitungen
- Hersfeld
- Herstelle
- Herzberg
- Heßloch
- Hildesheim
- Hilwartshausen
- Hirsau
- Hirschaid
- Hohenaltheim
- Hohenstaufen
- Hohentwiel
- Hohnstedt
- Hollenstedt
- Hornburg
- Ilsenburg (Harz)
- Imbshausen
- Ingelheim
- Ingolstadt
- Inning
- Kaiserslautern
- Kaiserswerth
- Kamba
- Kassel
- Kastel
- Kaufungen
- Kayna
- Kelheim
- Kelsterbach
- Kessel
- Kirchberg
- Kirchen
- Kirchohsen
- Kissenbrück
- Kissingen
- Kitzingen
- Koblenz
- Köln (Praetorium), Königspfalz der Merowinger
- Köln (Kapitol), Pfalz der fränkischen Hausmeier (Hugobertiner, Arnulfinger, Karolinger)
- Komburg
- Königslutter
- Konstanz
- Kostheim
- Kraisdorf[10]
- Kreuznach
- Ladenburg
- Lampertheim
- Langen
- Langenau
- Langenzenn
- Laufen
- Lauffen am Neckar[11]
- Lautertal (Oberfranken)
- Leisnig
- Leitzkau
- Lichtenberg
- Limburg an der Haardt
- Lingen
- Lippeham
- Lippspringe
- Lonnerstadt
- Lonsheim
- Lorch
- Lorsch
- Lügde
- Lüneburg
- Magdeburg
- Mainz
- Markgröningen
- Meißen
- Memleben
- Memmingen
- Mengen
- Mering
- Merseburg
- Minden
- Mindersdorf
- Mirsdorf
- Mögeldorf
- Moosburg
- Mörfelden
- Mosbach
- Mötsch
- Mühlhausen
- Münden
- Münnerstadt
- Münster
- Münstereifel
- Nabburg
- Nattheim
- Naumburg
- Neuburg
- Neudingen
- Neuenburg
- Neuhausen
- Neuss
- Niederalteich
- Nienburg
- Nierstein
- Nordhausen
- Northeim
- Nürnberg
- Nußdorf
- Obertheres
- Ochsenfurt
- Oferdingen
- Ohrdruf
- Ohrum
- Oppenheim
- Oschersleben
- Osnabrück
- Osterhausen
- Osterhofen
- Osterode
- Paderborn
- Passau
- Pegau
- Peiting
- Pforzheim
- Pöhlde
- Pondorf
- Prüm
- Quedlinburg
- Ramspau
- Rasdorf
- Regensburg
- Rehme
- Reibersdorf
- Reichenau
- Rheinbach
- Riedfeld
- Riekofen
- Ritteburg
- Rochlitz
- Rodach
- Roding
- Rohr
- Rommelhausen
- Rösebeck
- Rosenburg
- Rothenburg ob der Tauber
- Rottweil
- Rüdesheim
- Rülzheim
- Saalfeld
- Säckingen
- Salz
- Salzwedel
- Samswegen
- Sankt Goar
- Sasbach am Kaiserstuhl
- Schattbuch
- Schienen
- Schierling
- Schöningen
- Schüller
- Schwäbisch Gmünd
- Schwäbisch Hall
- Schwarzenbruck
- Schwarzrheindorf
- See, Gem. Lupburg
- Seehausen
- Seidmannsdorf
- Seinstedt
- Seligenstadt
- Sinzig
- Siptenfelde
- Soest
- Sohlingen
- Sömmeringen[12]
- Sontheim an der Brenz
- Speyer
- Stadtamhof
- Staffelsee
- Stallbaum[13]
- Steele
- Stegaurach
- Tangermünde
- Tauberbischofsheim
- Tennstedt
- Thangelstedt
- Thingau
- Thorr
- Tilleda
- Treben
- Trebur
- Treis
- Trier
- Trifels
- Überlingen
- Ulm
- Vaihingen an der Enz
- Velden
- Verden
- Vilich
- Villmar
- Vlatten
- Völklingen
- Vreden
- Wadgassen
- Wahren
- Waiblingen
- Walbeck
- Waldsassen
- Walldorf
- Wallhausen
- Wallhausen
- Wechmar
- Weilburg
- Weinheim
- Weinsberg
- Weisenau
- Weißenburg
- Werben
- Werden
- Werla
- Westhofen
- Wiedenbrück
- Wiehe
- Wiesbaden
- Wiesloch
- Wildeshausen
- Wimpfen
- Winterbach
- Wölfis
- Worms
- Würzburg
- Wurzen
- Xanten
- Zeitz
- Zülpich
- Zusmarshausen

## Liste deutscher Königspfalzen in der heutigen Schweiz
Diese Liste umfasst überwiegend Königshöfe; im Gebiet der heutigen Schweiz gab es nur eine Königspfalz, die auf dem Lindenhof in Zürich. 
- Langdorf TG
- Maisprach
- Münsingen BE
- Zürich
- Winterthur
- Zizers

## Liste fränkischer Königspfalzen im heutigen Frankreich
- Angeac
- Annappes
- Ascq
- Attigny
- Berny-Rivière
- Basiu (Bézu-la-Forêt)
- Bigargium (Garches oder Garges-lès-Gonesse oder Luzarches)
- Bonneuil-sur-Marne
- Bourges (Grafschaft Bourges)
- Braine[14]
- Brumath
- Cambrai
- Captonnacum (Chatou oder Châtenay-Malabry)
- Chalon-sur-Saône
- Chasseneuil-du-Poitou
- Chelles (Kala, später Abtei Chelles)
- Clichy
- Compiègne
- Corbeny
- Crécy-en-Ponthieu
- Thionville (Diedenhofen)
- Dijon
- Doué-la-Fontaine
- Ébreuil
- Épinay-sur-Seine
- Étrépagny
- Gentilly
- Germigny-des-Prés
- Gondreville
- Hagenau (staufisch-schwäbische Pfalz im Elsass)
- Laon
- Luzarches
- Malay-le-Roi
- Metz
- Montmacq
- Paris
- Ponthion
- Quierzy
- Reims
- Reuilly (Romiliacum), 12. Arrondissement (Paris)
- Saint-Denis
- Saint-Germain-des-Prés
- Saint-Jean-de-Losne
- Samoussy
- Selz (Seltz)
- Servais
- Soissons
- Ver
- Verberie

## Liste fränkischer Königspfalzen in den heutigen Niederlanden
- Nimwegen (Nijmegen, Pfalz)
- Deventer (Königshof)
- Wijk bij Duurstede (Dorestad, Königshof)
- Tiel (Königshof)
- Utrecht (Pfalz)
- Meerssen (Pfalz oder Königshof)
- Maastricht (Pfalz)
- Zutphen (Pfalz)

## Liste fränkischer Königspfalzen im heutigen Belgien
- Chèvremont
- Hermalle
- Herstal
- Jupille
- Landen
- Longlier
- Tournai

## Liste von Königspfalzen im heutigen Österreich
- Lustenau
- Wien, Am Hof[15]

### Einführungen, Forschungsgeschichte
- Adolf Eggers: Der königliche Grundbesitz im 10. und beginnenden 11. Jahrhundert. H. Böhlaus Nachfolger, Weimar 1909.
- Gottfried Schlag: Die deutschen Kaiserpfalzen, Frankfurt/Main, 1940.
- Walter Hotz: Pfalzen und Burgen der Stauferzeit. Geschichte und Gestalt. Wissenschaftliche Buchgesellschaft, Darmstadt 1981, ISBN 3-534-08663-5.
- Gerhard Streich: Burg und Kirche während des deutschen Mittelalters. Untersuchungen zur Sakraltopographie von Pfalzen, Burgen und Herrensitzen, 2 Bde. Herausgegeben vom Konstanzer Arbeitskreis für mittelalterliche Geschichte. Thorbecke-Verlag, Sigmaringen 1984, ISBN 3-7995-6689-9.
- Günther Binding: Deutsche Königspfalzen. Von Karl dem Großen bis Friedrich II. (765–1240). Wissenschaftliche Buchgesellschaft, Darmstadt 1996, ISBN 3-534-12548-7.
- Alexander Thon: „… ut nostrum regale palatium infra civitatem vel in burgo eorum non hedificent“. Studien zu Relevanz und Gültigkeit des Begriffes „Pfalz“ für die Erforschung von Burgen des 12. und 13. Jahrhunderts. In: Burgenbau im 13. Jahrhundert. Herausgegeben von der Wartburg-Gesellschaft zur Erforschung von Burgen und Schlössern in Verbindung mit dem Germanischen Nationalmuseum. (= Forschungen zu Burgen und Schlössern, Band 7). Deutscher Kunstverlag, München 2002, ISBN 3-422-06361-7, S. 45–72.

### Die ReiheDeutsche Königspfalzen
- Max-Planck-Institut für Geschichte (Hrsg.): Deutsche Königspfalzen. Beiträge zu ihrer historischen und archäologischen Erforschung, 8 Bände. Vandenhoeck & Ruprecht, Göttingen 1963–2007; u. a.:
  - Bd. 4: Lutz Fenske (Hrsg.): Pfalzen – Reichsgut – Königshöfe, 1996, ISBN 3-525-35436-3.
  - Bd. 5: Lutz Fenske, Jörg Jarnut (Hrsg.), Guido M. Berndt (Red.): Splendor palatii. Neue Forschungen zu Paderborn und anderen Pfalzen der Karolingerzeit, 2001, ISBN 3-525-35311-1.
  - Bd. 6: Caspar Ehlers, Helmut Flachenecker (Hrsg.): Geistliche Zentralorte zwischen Liturgie, Architektur, Gottes- und Herrscherlob: Limburg und Speyer, 2005, ISBN 3-525-35309-X.
  - Bd. 7: Caspar Ehlers, Jörg Jarnut, Matthias Wemhoff (Hrsg.): Zentren herrschaftlicher Repräsentation im Hochmittelalter: Geschichte, Architektur und Zeremoniell, 2007, ISBN 3-525-36521-7.
  - Bd. 8: Caspar Ehlers (Hrsg.): Places of Power – Orte der Herrschaft – Lieux du Pouvoir, 2007, ISBN 3-525-35600-5.

- Max-Planck-Institut für Geschichte (Hrsg.): Die deutschen Königspfalzen. Repertorium der Pfalzen, Königshöfe und übrigen Aufenthaltsorte der Könige im deutschen Reich des Mittelalters, Vandenhoeck & Ruprecht, Göttingen 1983–; u. a.:
  - Helmut Flachenecke, Bernd Päffgen, Rudolf Schieffer (Hrsg.): Altbayern (Band 5: Bayern; Teilband 1.1), 2021, ISBN 978-3-525-36431-4.

### Einzelne Regionen und einzelne Pfalzen
- Paul Grimm: Stand und Aufgaben der archäologischen Pfalzenforschung in den Bezirken Halle und Magdeburg. Akademie-Verlag, Berlin 1961.
- Alexander Thon: Barbarossaburg, Kaiserpfalz, Königspfalz oder Casimirschloss? Studien zu Relevanz und Gültigkeit des Begriffes „Pfalz“ im Hochmittelalter anhand des Beispiels (Kaisers-)Lautern. In: Kaiserslauterer Jahrbuch für pfälzische Geschichte und Volkskunde, ISSN 1619-7283, Jg. 1 (2001), S. 109–144.
- Monika Krücken (Hrsg.): Offensichtlich Verborgen. Die Aachener Pfalz im Fokus der Forschung. Geymüller Verlag | Architektur, Aachen 2016, ISBN 978-3-943164-16-9.
- Walter Hotz: Kaiserpfalzen und Ritterburgen in Franken und Thüringen, Berlin, 1940.

### Handbuchartikel
- Caspar Ehlers: Art. „Königspfalz“. In: Handwörterbuch zur deutschen Rechtsgeschichte, hrsg. von Albrecht Cordes, Hans-Peter Haferkamp, Heiner Lück, Dieter Werkmüller, Ruth Schmidt-Wiegand, Christa Bertelsmeier-Kierst, 2. Auflage, Berlin 2014, Sp. 60–71.